# Флаг Старотитаровского сельского поселения
Флаг муниципального образования Староти́таровское сельское поселение Темрюкского района Краснодарского края Российской Федерации — опознавательно-правовой знак, служащий официальным символом муниципального образования.
Флаг утверждён 27 декабря 2010 года и 29 марта 2011 года внесён в Государственный геральдический регистр Российской Федерации с присвоением регистрационного номера 6789.

## Описание
«Прямоугольное полотнище с отношением ширины к длине 2:3, состоящее из двух полос — малиновой и голубой, разделённых наклонной линией от верхнего края (на расстоянии 1/3 ширины полотнища от древка) до нижнего края (на расстоянии 1/3 ширины полотнища от свободного края). На полотнище изображены жёлтыми и оранжевыми цветами фигуры из герба поселения: казачья шашка с вырастающими из неё колосьями и виноградная гроздь».

## Обоснование символики
Символика флага Старотировского сельского поселения многозначна.
Казачья шашка и цвет части полотнища — символизируют заселение этих мест казаками Запорожского войска (пурпур) в конце XVIII века. Основным видом деятельности казаков в мирное время было выращивание злаковых культур и винограда.
Колосья, проросшие из казачьей шашки, и виноградная гроздь — символизируют созидательный труд казачества в мирное время, но наличие самой шашки символизирует боевой дух казачества, постоянную готовность его к защите своих земель и Родины.
Колос — символ плодородия, животворных сил, процветания, труда.
Виноградная гроздь — символ праздника, веселья, радости.
Малиновый цвет (пурпур) — символизирует власть, славу, почёт, величие, мощь, древность.
Жёлтый цвет (золото) — символ высшей ценности, величия, великодушия, богатства, урожая.
Голубой цвет (лазурь) — символ Старотитаровского пресного лимана, окружённого со всех сторон землями поселения. Лазурь также символ чести, благородства, духовности и возвышенных устремлений.